# 오데사 아지언
오데사 어자이언(Odessa A'zion, 영어 발음: /oʊˈdɛsə əˈzaɪən/, 2000년 6월 17일 ~ )는 미국의 배우이다.

## 출연 작품
- 엠 아이 오케이? (2022)
- 헬레이저 (2022) - 라일리 매켄드리 역
- 언틸 던: 무한루프 데스게임 (2025) - 니나 역
- 마티 슈프림 (2025)